# Мирза Телетовић
Мирза Телетовић (Мостар, 17. септембар 1985) је бивши босанскохерцеговачки кошаркаш. Играо је на позицији крилног центра.

## Каријера

### Европа
Кошарку је почео да тренира у јабланичкој КК Турбини, да би са 14 година прешао у Слободу Дита из Тузле. Дебитовао је за кошаркашки тим Слободе у сезони 2002/03. У дебитантској сезони просечно је имао 7,2 поена и 2,7 скокова по утакмици, а у другој сезони 26,4 поена и 6,6 скокова.
Телетовић је 2004. прешао у Остенде, где је просечно бележио 6,7 поена и 2 скока по мечу. 2006. је прешао у шпанску Саски Басконију, где је дебитовао 1. октобра у победи против Памесе. У првој сезони у Евролиги просечно је бележио 5,3 поена и 2,8 скокова по мечу. Био је у избору за НБА драфт 2007, али га нико није изабрао.
У следећој сезони успео је изборити место у почетној постави, а постао је и капитен. У 2008. осваја награду за надолазећу звезду шпанске лиге. Наредне сезоне постаје најкориснији играч шпанског Купа краља.
У евролигашкој сезони 2011/12. просечно је постизао 21,7 поена и 6 скокова по мечу. Ипак, Каха се није пласирала међу најбољих 16.

### НБА

#### Бруклин нетси
Дана 3. јула 2012. Телетовић потписује трогодишњи уговор са Бруклин Нетсима. Дебитовао је 5. новембра 2012. у поразу од Минесота Тимбервулвса. Играо је 8 минута и убацио 5 поена.
Дана 29. новембра 2013. године, Телетовић је забележио свој први дабл-дабл учинак у НБА са 18 поена и 13 скокова против Хјустон рокетса. Дана 24. јануара 2014. године забележио је рекорд каријере са 34 поена у победи 107:106 над Далас мавериксима. Дана 2. фебруара 2014. године, забележио је свој други дабл-дабл учинак са 13 поена и 11 скокова против Њу Орлеанс пеликанса.
Дана 3. децембра 2014. године, Телетовић је постигао 26 поена и ухватио 15 скокова (лични рекорд) у победи 95:93 после продужетка над Сан Антонио спарсима. Негде на половини сезоне 2014/15. откривена му је плућна емболија, због чега је морао пропустити остатак сезоне. Иако су прогнозе предвиђале да ће опоравак трајати барем пола године, Телетовић се вратио на паркет у првој утакмици доигравања против Атланта хокса 22. априла 2015.

#### Финикс санси
Дана 17. јула 2015. Телетовић је потписао једногодишњи уговор са Финикс сансима вредан 5,5 милиона долара. Први наступ имао је одмах у првој утакмици сезоне против Далас меверикса, остваривши учинак од 5 поена и 5 скокова у поразу 111:95. Дана 29. новембра постигао је свој учинак сезоне убацивши 20 поена са клупе у победи 107:102 против Торонто репторса. Дана 7. децембра изједначио је овај учинак, укључујући и одлучујући кош 0,3 секунде пре краја утакмице, крунисавши жестоки налет Санса у 4. четвртини, који су преокренули заостатак од 16 поена против Чикаго булса и победили 103:101. Дана 16. децембра надмашио је тај учинак постигавши 24 поена (највише у екипи) у поразу од Голден Стејт вориорса. Дана 12. јануара 2016. шесту утакмицу заредом постигао је двоцифрен број поена (рекорд НБА-каријере), убацивши 19 поена у поразу од Индијана пејсерса. Дана 19. фебруара поправио је свој учинак сезоне постигавши 25 поена у поразу од Хјустон рокетса. Шест дана касније поново се поправио, убацивши 30 поена у поразу од свог бившег клуба, Бруклин нетса. Дана 23. марта, у победи против Лос Анђелес лејкерса, Телетовић је поставио рекорд Санса по највећем броју погођених тројки играча с клупе у једној сезони, надмашивши 150 тројки Денија Ејнџа из сезоне 1992/93. Дана 5. априла, у поразу од Атланта хокса, Телетовић је срушио исти рекорд у целој НБА, надмашивши 164 трице Чака Персона (Сан Антонио спарс) из сезоне 1994/95. Сезону је завршио са 181 погођеном тројком, од чега је 179 убацио као играч с клупе.

#### Милвоки бакси
Дана 8. јула 2016. Телетовић је потписао уговор са Милвоки баксима.

## Успеси

### Клупски
- Остенде:
  - Првенство Белгије (1): 2005/06.

- Саски Баконија:
  - Првенство Шпаније (2): 2007/08, 2009/10.
  - Куп Шпаније (1): 2009.
  - Суперкуп Шпаније (3): 2006, 2007, 2008.

### Појединачни
- Најкориснији играч Купа Шпаније (1): 2009.
- Најбољи млади играч Првенства Шпаније (1): 2007/08.
- Идеална петорка Првенства Шпаније (1): 2011/12.